# Micropterix mansuetella
Micropterix mansuetella es una especie de pequeños lepidópteros de la familia de los micropterígidos. Se encuentra principalmente en los humedales de agua dulce y se distribuye por el norte, este, centro y oeste de Europa (incluidos Gran Bretaña e Irlanda). La aparición más meridional es el Tirol oriental en Austria.
Esta es una pequeña polilla con una longitud de alas anteriorea de 3,4-3,9 milímetros para los machos y 3,8-4,2 milímetros para las hembras. Es en gran parte de color bronce dorado con algunas marcas de color rojizo y morado. Su característica más distintiva es el mechón de pelo oscuro en su cabeza: en la mayoría de las otras especies de Micropterix de la región, este penacho es mucho más pálido. Al igual que otros miembros de la familia, esta especie tiene mandíbulas funcionales y se alimenta como adulto de los granos de polen, principalmente de las flores de las especies de Carex. La larva y la pupa son desconocidas.